# Fort Bourtange
Fort Bourtange (en neerlandès: Vesting Bourtange) és una fortificació al poble de Bourtange, Groningen, Països Baixos. Va ser construït sota les ordres de Guillem el Silent i acabat el 1593. El seu objectiu original era controlar l'única carretera entre Alemanya i la ciutat de Groningen, que estava controlada pels espanyols durant l'època de la Guerra dels Vuitanta Anys.
Després de viure la seva batalla final el 1672, el Fort va continuar servint a la xarxa defensiva de la frontera alemanya fins que finalment va ser abandonat el 1851 i convertit en poble. Fort Bourtange serveix actualment com a museu històric.

## Història
A l'inici de la Guerra dels Vuitanta Anys (1568–1648), els espanyols tenien el control de Groningen i el pas a Alemanya per una zona pantanosa. Guillem, l'instigador de la revolta holandesa, va considerar necessari prendre el control de l'enllaç entre Groningen i Alemanya. Va decidir fer construir una fortificació al pas de Bourtange. L'any 1593 es va acabar un fort, amb una xarxa de canals i llacs que s'utilitzaven com a fossats. Poc després de la seva construcció, les forces espanyoles de Groningen el van assetjar, tot i que l'atac va acabar amb un fracàs.
Fort Bourtange es va enfrontar a un altre setge el 1672 contra les forces invasores del príncep-bisbe de Münster, aliat alemany de França a la guerra Francoholandesa. Després de capturar 18 ciutats i pobles del nord dels Països Baixos, van exigir la rendició del Fort. El governador del fort, el capità Protts, es va negar, i els Münster van respondre amb un assalt frontal. Gràcies als aiguamolls dels voltants i a les fortificacions provades en el temps, l'exèrcit invasor va ser repel·lit amb èxit.
Després de la seva conversió en poble l'any 1851, les condicions de vida es van començar a deteriorar. Més de cent anys després, l'any 1960, el govern local va decidir aturar la decadència restaurant l'antic Fort al seu aspecte de 1740–50 i convertint-lo en un museu històric.

## Galeria

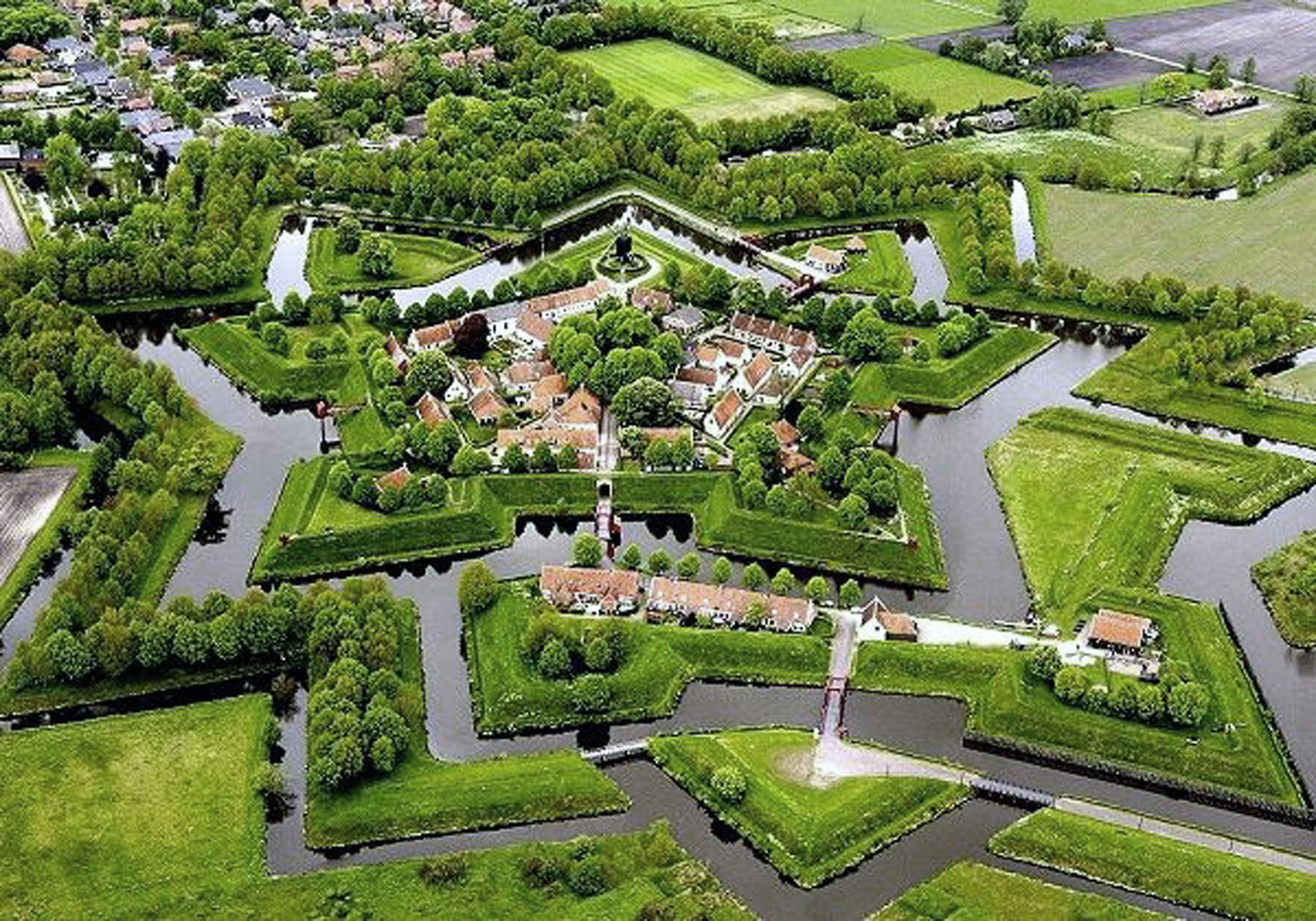
Vista aèria
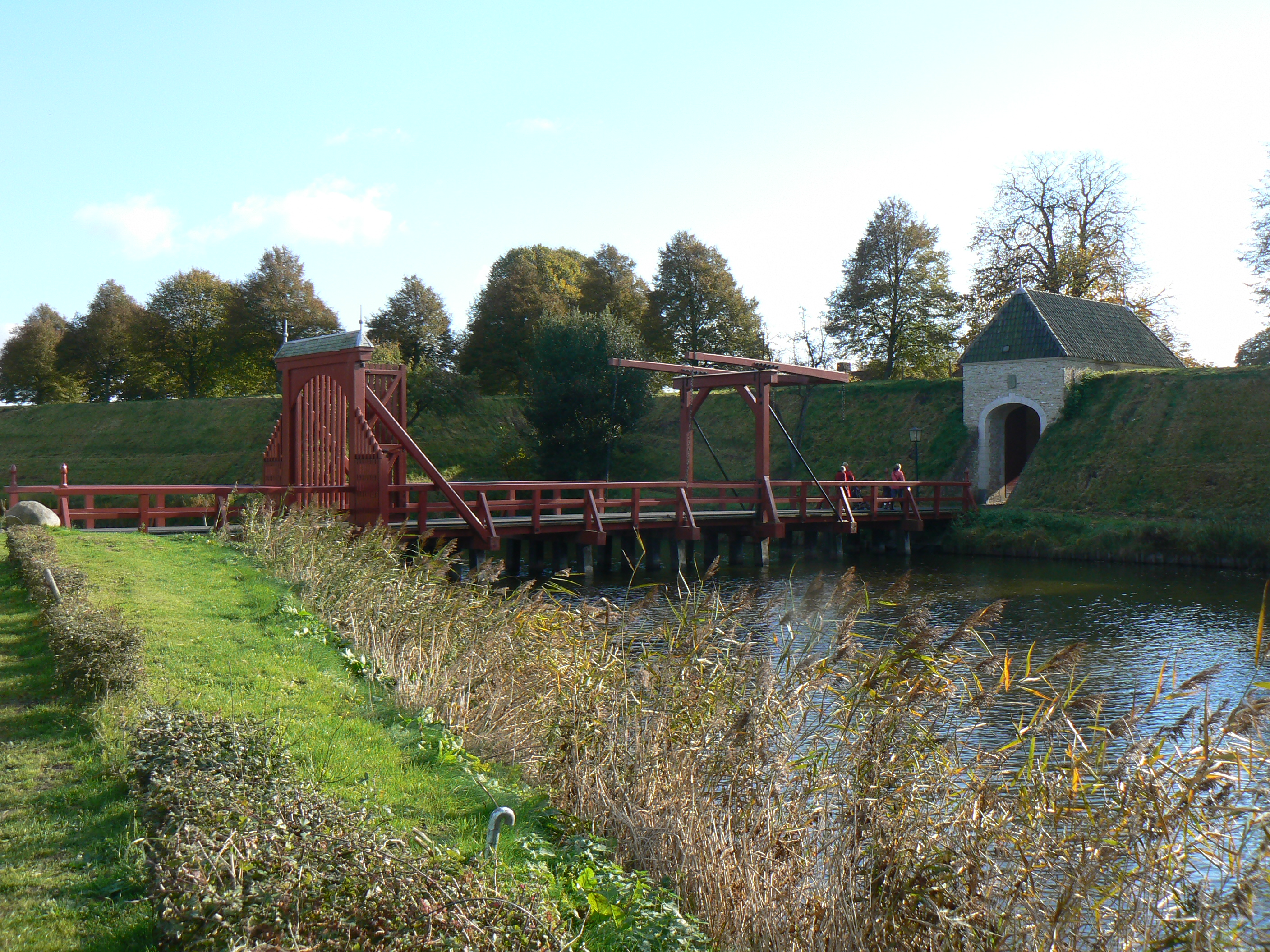
Fortificació de Bourtange
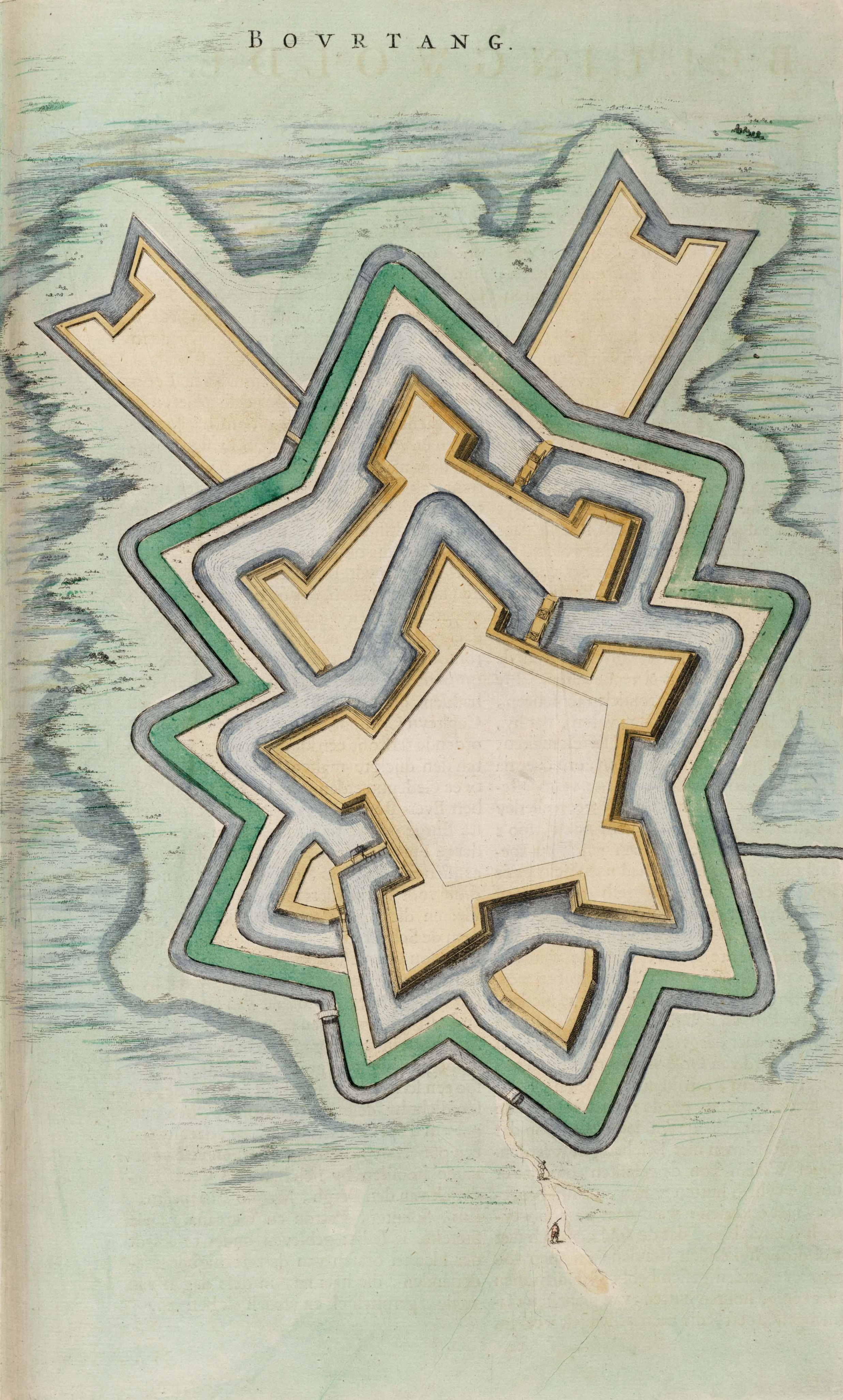
Bourtange, Atlas van Loon 1649
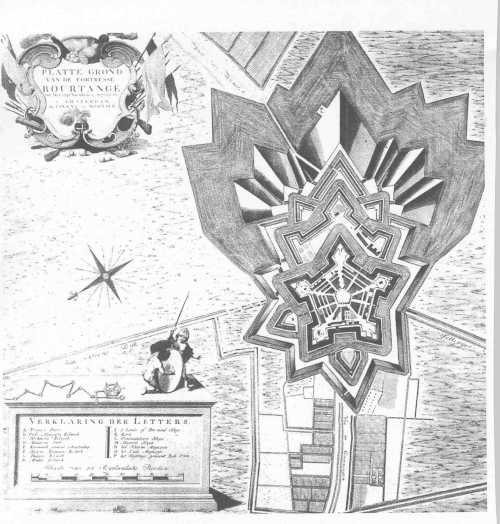
Pla de Bourtange, 1742
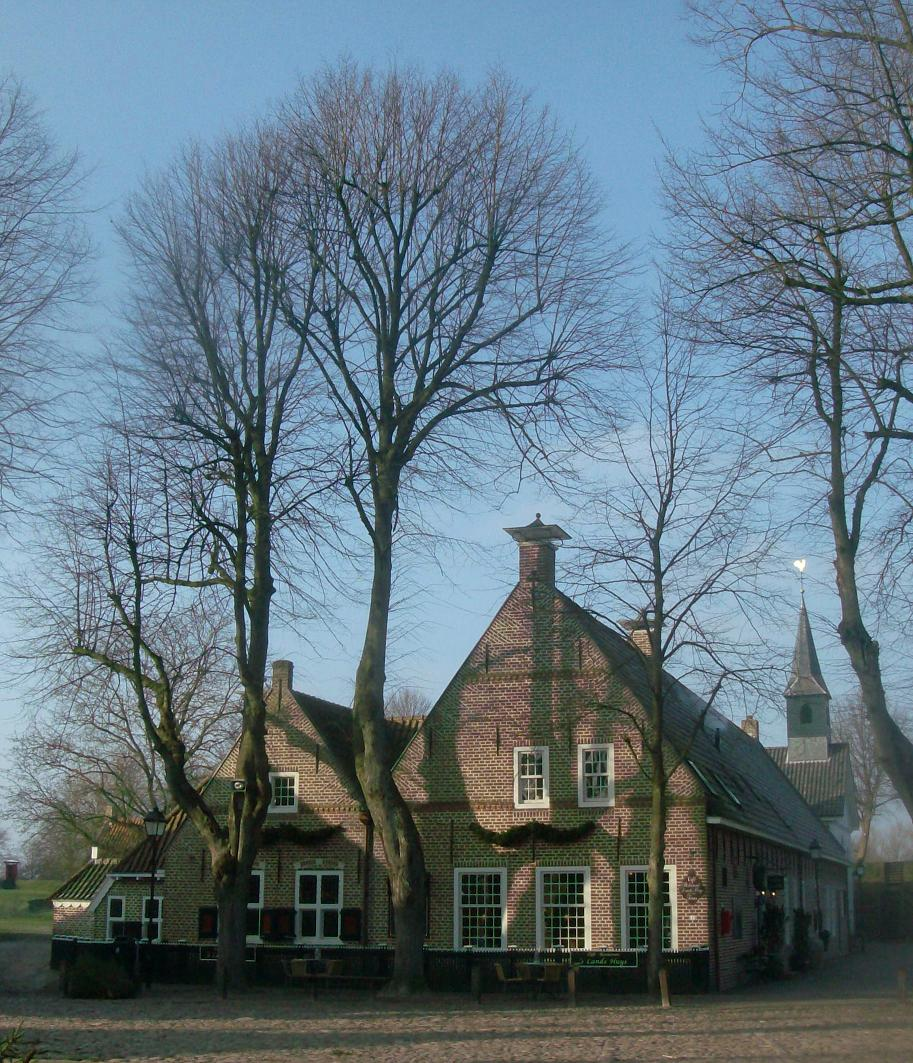
Centre del poble
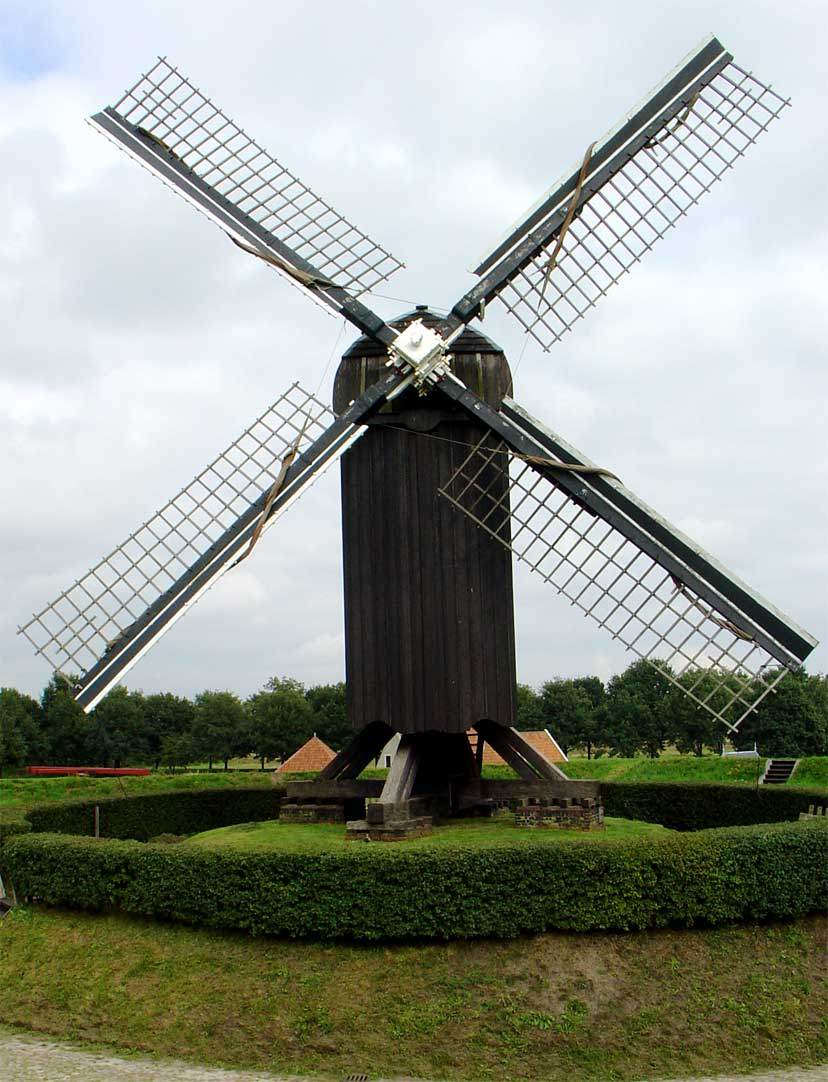
Molí de vent a Bourtange
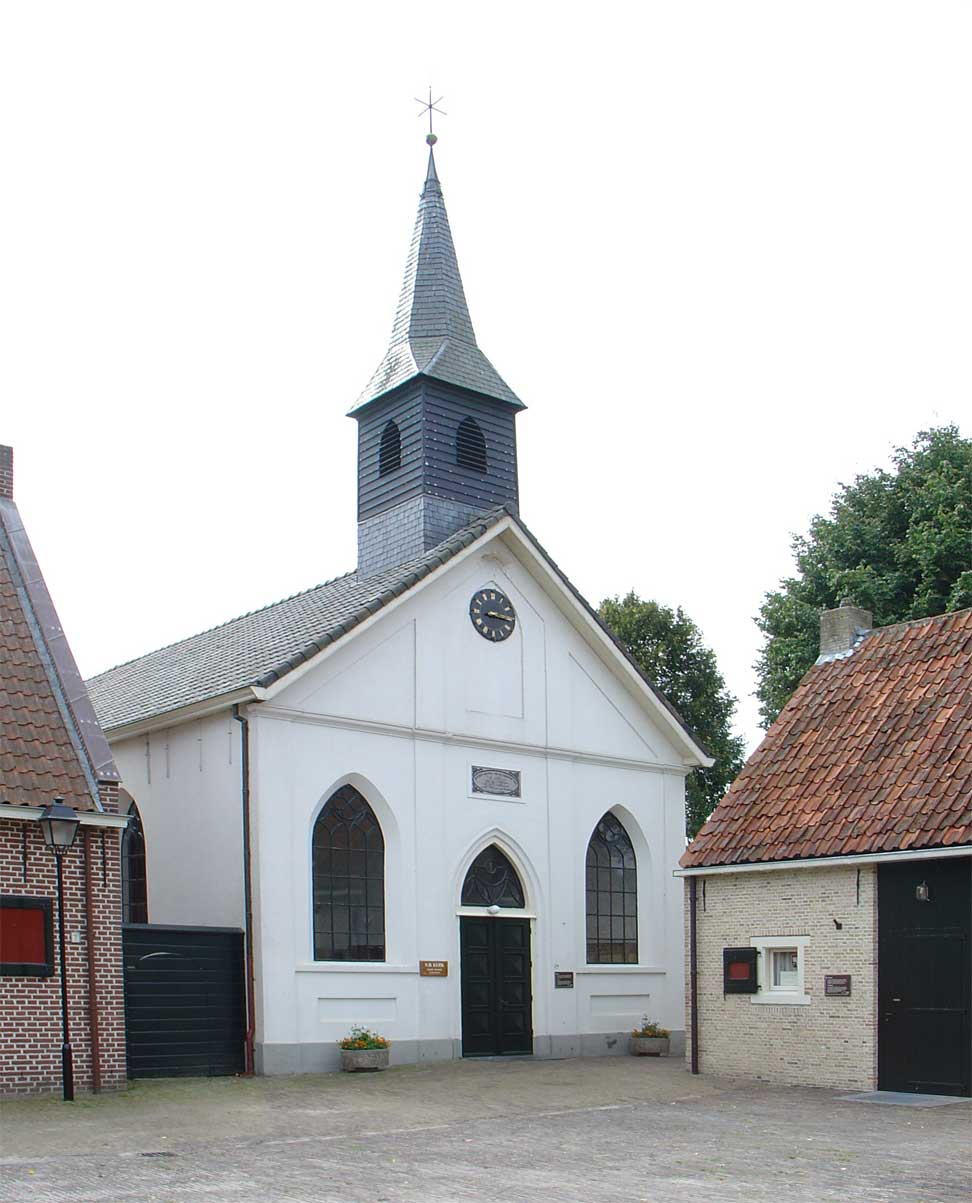
Església de Bourtange
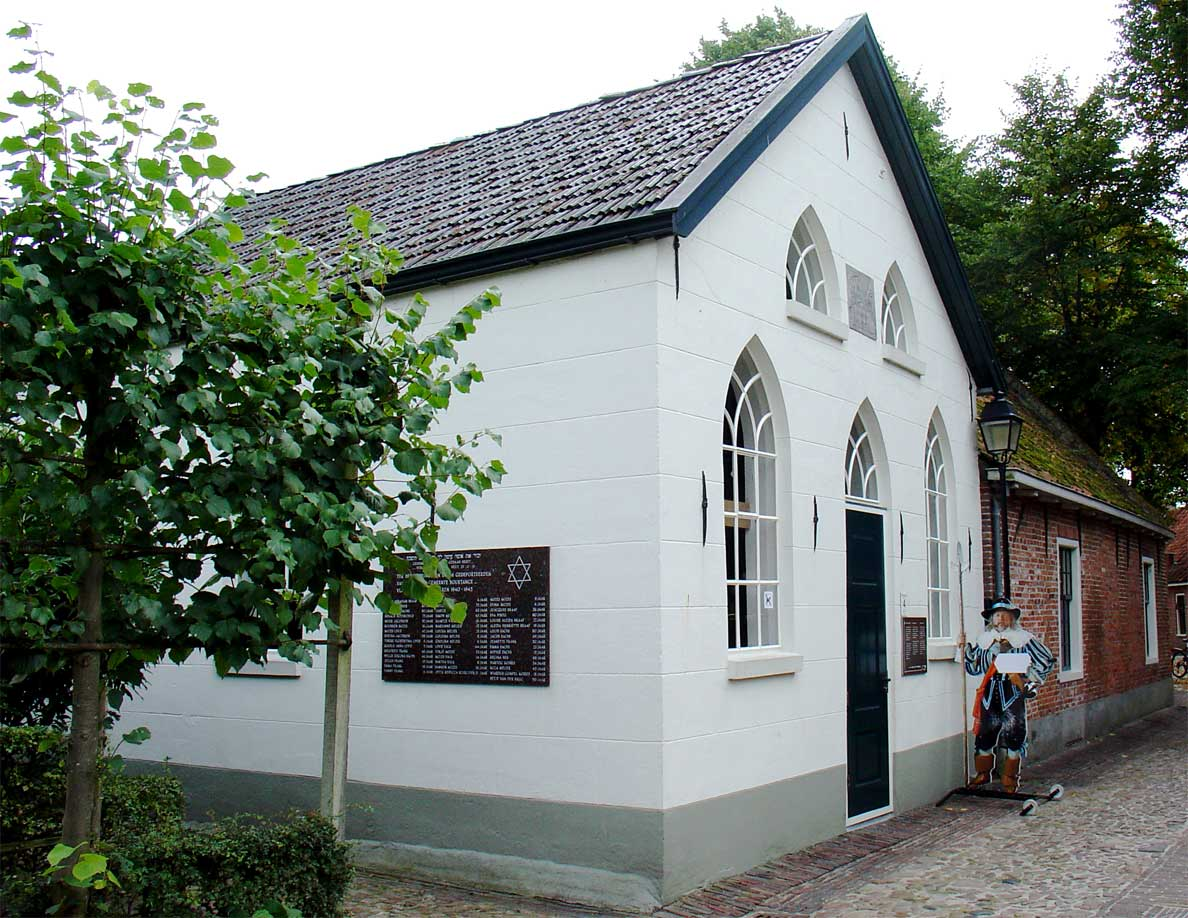
L'antiga sinagoga (ara un museu)
- trepant de piques i tret de mosquets
- càrrega i tret de canons